# Concertstuk voor viool en orkest (Aulin)
Het Concertstuk voor viool en orkest opus 7 is een compositie van Tor Aulin.
Aulin was zelf voortreffelijk violist en schreef een aantal werken voor hemzelf (meest binnen het genre kamermuziek). Zo zal het ook met dit werk het geval zijn geweest. Het werk is opgedragen aan zijn leraar viool Émile Sauret. Het werd later gezien als zijn Vioolconcert nr. 1, omdat er van een dergelijk werk niets teruggevonden is, terwijl er wel een tweede en derde vioolconcert van hem bekend zijn. Zekerheid is er echter niet.
Het concertstuk is eendelig, maar kent een ingedikte concertovorm. Het begint in sonatevorm, die uitloopt op een virtuoze cadens. Die cadens bevat gedeelten uit dat begin, de muziek van het begin komt ook voor in het slot van het werk. De eerste uitvoering werd gegeven op 17 januari 1891, de componist trad daarbij waarschijnlijk op als solist.
Het werk werd later overvleugeld door Aulins Vioolconcert nr. 3.
Orkestratie:
- soloviool
- 2 dwarsfluiten, 2 hobo’s, 2 klarinetten, 2 fagotten
- 4 hoorns, 2 trompetten, 3 trombones,  geen tuba
- pauken
- violen, altviolen, celli, contrabassen

In 2018 zijn van het concertstuk twee opnamen te koop (ter vergelijk van zijn Vioolconcert nr. 3 zijn dan acht opnamen bekend), beiden zijn uitgebracht door platenlabels die zich gespecialiseerd hebben in vergeten muziek:
- Uitgave Sterling: Tobias Ringsborg met het Gävle symfoniorkester onder leiding van Niklas Willén, een opname uit circa 2002
- Uitgave cpo: Ulf Wallin met het Helsingborg symfonieorkester onder leiding van Andrew Manze, een opname uit 2012; uitgebracht in 2018.